# Weak Hearts and Wild Lions
Weak Hearts and Wild Lions è un cortometraggio muto del 1919 sceneggiato e diretto da Fred C. Fishback.

## Produzione
Il film fu prodotto dalla Century Film.

## Distribuzione
Distribuito dall'Universal Film Manufacturing Company, il film - un cortometraggio in due bobine - uscì nelle sale cinematografiche USA il 22 dicembre 1919.